# Národní park Mesa Verde
Národní park Mesa Verde (anglicky  Mesa Verde National Park) je národní park na jihozápadě Colorada, ve Spojených státech amerických. Park se nachází v Koloradské plošině, v oblasti nazývané Four Corners. Národní park tvoří pozůstatky skalních obydlí předkolumbovských indiánů z 11. až 13. století. Oblast je součástí světového kulturního dědictví UNESCO.

## Historie
Nejstarší archeologické nálezy dokládají přítomnost lidí v dané oblasti přibližně 7 500 let před naším letopočtem. První kamenné příbytky pak vznikly v 7. st.
Rozsáhlejší skalní stavby vznikaly od 11. století. Na konci 13. století byla většina příbytků opuštěna a indiáni se přesunuli směrem na jih do dnešního Nového Mexika.